# Wall Street English
Wall Street English, ehemals Wall Street Institute, ist eine Sprachschule, die sich ausschließlich auf die Vermittlung der englischen Sprache konzentriert und mit mehr als 425 Sprachzentren in 29 Ländern weltweit vertreten ist. Die Schwerpunkte liegen dabei in Europa, Asien und Lateinamerika. Es werden Kurse für Anfänger, Fortgeschrittene, Unternehmen sowie im Bereich Business English und TOEFL-Test nach der Blended-Learning-Methode angeboten. Die Sprachschule ist eine Tochtergesellschaft der Mediengruppe Pearson.

## Unternehmen
CEO von Wall Street Institute International Inc. ist David Kedwards; Firmensitz der internationalen Zentrale ist Baltimore, USA. Chief Operating Officer ist Jim McGowan. Als Vice President Germany trug Kai Simpson die Verantwortung für Deutschland. 1997 wurde Wall Street English von Sylvan Learning Systems erworben und 2005 von der Beteiligungsgesellschaft der Carlyle Group übernommen. Seit 2010 gehört Wall Street English zur Pearson Verlagsgruppe.

## Standorte

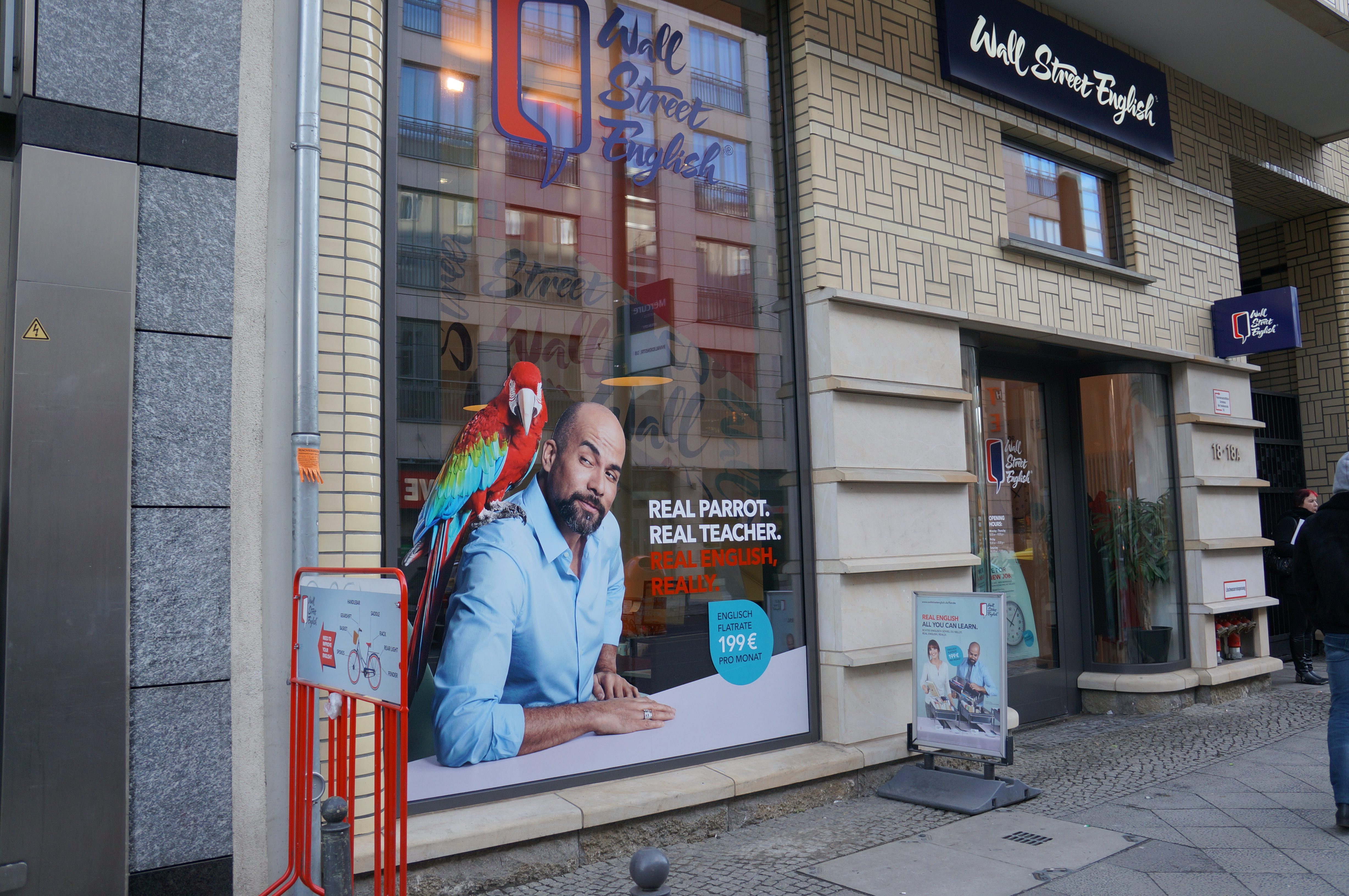
Wall Street English Center in Berlin

Wall Street English betreibt 425 Sprachcenter in 29 Ländern, u. a. in Argentinien, Angola, Brasilien, Chile, Volksrepublik China, Ecuador, Frankreich, Hongkong, Indonesien, Israel, Italien, Kolumbien, Malaysia, Marokko, Mexiko, Nicaragua, Peru, Portugal, Russland, Saudi-Arabien, Schweiz, Spanien, Südkorea, Thailand, Tschechien, Türkei, Venezuela und Vietnam.
Bis 2016 existierten auch in Deutschland 23 Sprachschulen, u. a. in Berlin, Bonn, Bremen, Dortmund, Düsseldorf, Essen, Frankfurt, Hamburg, Hannover, Karlsruhe, Köln, Leipzig, Mannheim, München, Nürnberg, Stuttgart und Wiesbaden.

## Geschichte
Im Jahr 1972 eröffnete Luigi Tiziano Peccenini die ersten Sprachcenter in Italien. Nach einer schnellen Expansion in Italien – 48 neue Filialen innerhalb von 5 Jahren – eröffnete das Wall Street Institute ab 1983 erst europaweit, anschließend auch weltweit neue Standorte.
Am 15. Mai 2013 unterzog sich das Wall Street Institute einem Rebranding und änderte den Namen in Wall Street English. Der neue Name soll einen weltweit einheitlichen Auftritt schaffen und dabei zugleich betonen, dass sich die Sprachschule auf die Vermittlung der englischen Sprache spezialisiert hat. Das neue Logo zeigt eine viereckige Sprechblase, in der sich eine Tür öffnet. Dies soll verdeutlichen, dass das Erlernen der englischen Sprache neue Chancen eröffnet. 2016 belegte Wall Street English den ersten Platz im DEUTSCHLAND TEST unter den Englisch-Sprachschulen in Deutschland.
Am 6. April 2016 gab Wall Street English bekannt, dass alle deutschen Schulen bis Ende 2016 geschlossen werden, mit folgender Begründung: „Bei diesem hohen Englischniveau, das immer weitere Verbreitung in der Bevölkerung findet, wird es zunehmend schwierig, den hohen Standard der Wall Street English Ausbildung zu liefern, [den] Sie als unsere Studenten gewohnt sind und auch zu Recht von uns erwarten. Deshalb haben wir die sehr schmerzhafte Entscheidung gefällt, unser operatives Geschäft in Deutschland zu beenden.“
Hintergrund ist jedoch, dass die Agentur für Arbeit (Hauptkunde von Wall Street English) keine Weiterbildungen von Arbeitsuchenden am Institut Wall Street Englisch mehr genehmigen wollte. Wall Street English hatte es versäumt, die Kursmaterialien auf aktuellem Stand zu halten. Die Englischkurse in den höheren Stufen wurden mit Materialien aus den 1990er Jahren durchgeführt. Dadurch konnte Wall Street English keine hochwertige Ausbildung realisieren. Weitere Kunden blieben dadurch ebenfalls aus.

## Methodik

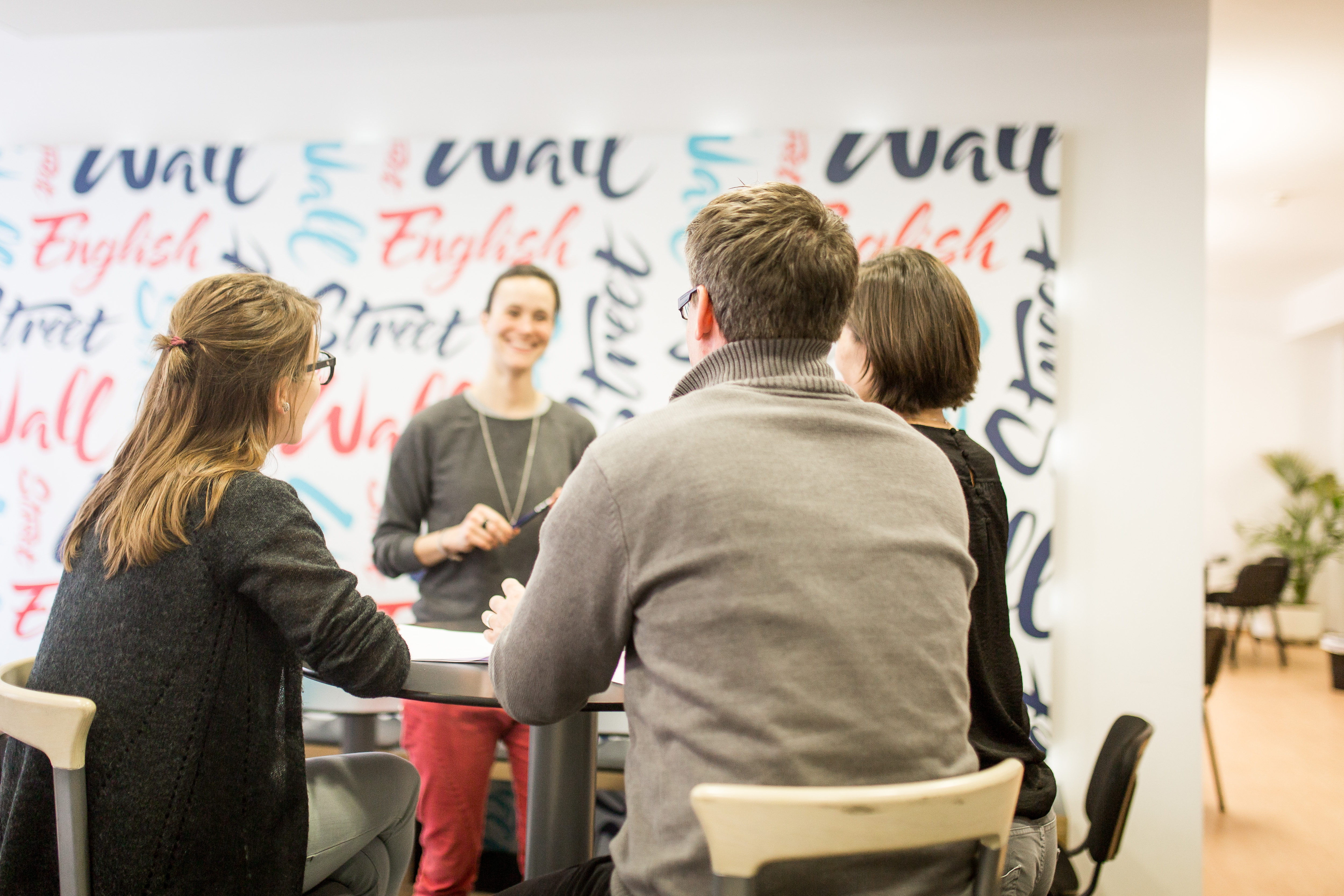

Wall Street English wendet die Blended Learning Methode an. Diese beinhaltet die folgenden Elemente:
- Interaktive Lerneinheiten: Die Schüler lernen Vokabular und Aussprache anhand von alltäglichen Situationen in einem Multimedia-Format. Sprechfertigkeit erwirbt der Schüler durch Hören und Wiederholen des Vokabulars.
- Digital Book: Nach der interaktiven Lerneinheit werden schriftliche Übungen bearbeitet. Diese Übungen basieren auf dem Vokabular aus den interaktiven Lektionen.
- Encounters: Die erlernten Kenntnisse werden in kleinen Gruppen bis zu 5 Personen angewendet. Die Kurse werden begleitet von muttersprachlichen Lehrern.
- Communication Class: In einer Gruppe mit Lernenden auf demselben Lernniveau werden unterschiedliche Themen auf Englisch diskutiert.
- Social Club: Bücher, Filme und Zeitschriften sollen den Schülern die englische Kultur näher bringen. Gemeinsam mit der Lerngruppe werden Freizeitaktivitäten absolviert.[14]

Seit Mai 2013 bietet Wall Street English zwei weitere Kursreihen an: Einzel- und Gruppenkurse des Programms Market Leader für Firmen sowie themenspezifische Kurse (z. B. Reisen, Karriere). Seit Februar 2015 gibt es zusätzlich den TOEFL-Vorbereitungskurs, der in acht bis zehn Wochen auf den renommierten Sprachtest vorbereitet.
Alle Kurse werden mit einem international anerkannten Englisch-Zertifikat abgeschlossen. Die Lehrpläne entsprechen dem Common European Framework of Reference for Languages (CEFR) sowie dem Cambridge Examinations for Speakers of Other Languages (ESOL). Der Business Language Testing Service, kurz BULATS, ist ein Test, der in Zusammenarbeit des Cambridge ESOL, des Goethe-Instituts, der Universität Salamanca und der Alliance française für die Sprachen Englisch, Deutsch, Französisch und Spanisch entwickelt wurde. Dieser testet die berufsbezogenen Sprachkenntnisse. Nach Abschluss einer Kursstufe kann jeder Schüler den BULATS-Test absolvieren und ein international anerkanntes BULATS-Zertifikat erwerben.